# Johann Heinrich Julius Blume
Johann Heinrich Julius Blume (* 14. November 1795 in Stettin; † 23. Juni 1865 in Berlin) war ein preußischer Generalmajor und Inspekteur der 1. Artillerie-Festungsinspektion.

## Leben

### Herkunft
Seine Eltern waren der Kaufmann Theodor Wilhelm Heinrich Blume und dessen Ehefrau Luise Henriette, geborene Ulrich.

### Militärkarriere
Blume trat am 4. Mai 1813 als Kanonier in die 4. Artillerie-Brigade der Preußischen Armee ein. Am 8. Juni 1816 wurde er zum Portepeefähnrich ernannt und von 1816 bis 1818 in die Vereinigte Artillerie- und Ingenieurschule abkommandiert. Dort wurde er am 17. April 1817 als Sekondeleutnant in die 3. Artillerie-Brigade versetzt. Am 29. September 1829 zum Premierleutnant befördert, wurde er im Jahr 1833 zur Artillerie-Prüfungskommission abkommandiert. Am 30. März 1835 wurde er dort Hauptmann ohne Patent und Chef der Handwerker-Kompanie sowie Vorsteher der Artillerie-Werkstatt in Berlin und der 3. Artillerie-Brigade aggregiert. Am 2. Oktober 1837 erhielt er sein Patent als Hauptmann mit dem Datum vom 28. August 1837. Am 1. Februar 1849 wurde er aggregierter Major und als Assistent der Armeeabteilung in das Kriegsministerium abkommandiert. Am 7. Dezember 1850 wurde er nun in das Kriegsministerium versetzt und am 12. Juli 1855 zum Oberstleutnant befördert. Kurz darauf am 15. November 1855 wurde er Chef der Artillerie-Abteilung. Am 26. Februar 1857 wurde er als Inspekteur der 1. Artillerie-Festungsinspektion zugeteilt, blieb aber à la suite des Kriegsministeriums gestellt. Er erhielt am 22. November 1858 die Beförderung zum Oberst und wurde am 7. Februar 1861 mit dem Orden der Eisernen Krone II. Klasse ausgezeichnet, dazu erhielt er am 18. Oktober 1861 den Charakter als Generalmajor. Er feierte am 4. Mai 1863 sein 50-jähriges Dienstjubiläum und erhielt dazu den Roten Adlerorden II. Klasse mit Eichenlaub. Am 6. Juni 1864 wurde er mit Pension zur Disposition gestellt. Er starb am 23. Juni 1865 in Berlin und wurde am 27. Juni 1865 auf dem Invalidenfriedhof beigesetzt.

### Familie
Er heiratete am 22. Juni 1835 in der Berliner Jerusalem-Kirche Wilhelmine Dorothea Amalie Munther (* 13. April 1815; † 22. Dezember 1899), die Tochter des Rechnungsrates Friedrich Reinhold Munther. Das Paar hatte mehrere Kinder:
- Pauline Sophie Luise (* 18. Juni 1836; † 25. Februar 1867)
- Friedrich Richard (* 29. Dezember 1837; † 12. Juni 1889), Major z.D.[1] ⚭ 1869 Ida Mathilde Emma von Hindersin (1846–1870), Tochter von Gustav Eduard von Hindersin
- Julius Maximilian Emil (* 25. Mai 1839)
- Ferdinande Wilhelmine Klara (* 19. Januar 1841)
- Friedrich Julius Theodor (* 12. April 1842)
- Henriette Elisabeth Eugenie Laura (13. November 1843; † 11. Juni 1925) ⚭ 1865 Botho von Alt-Stutterheim (* 12. Oktober 1840; † 15. Februar 1906), Herr auf Georgenau[2]
- Johann Heinrich Franz Julius (* 18. Mai 1846) ⚭ 10. Mai 1877 in Bruchsal mit Emma Eichrodt (* 8. Februar 1859 Kislau)